# 巨蛇座FL
巨蛇座FL，又名BD+19 2935，HD 134943、SAO 101429、HR 5654，是巨蛇座的一颗恒星，视星等为5.89，位于銀經26.32，銀緯56.76，其B1900.0坐标为赤經15h 7m 31.2s，赤緯+19° 56.76′ 8″。